# Station Robertville

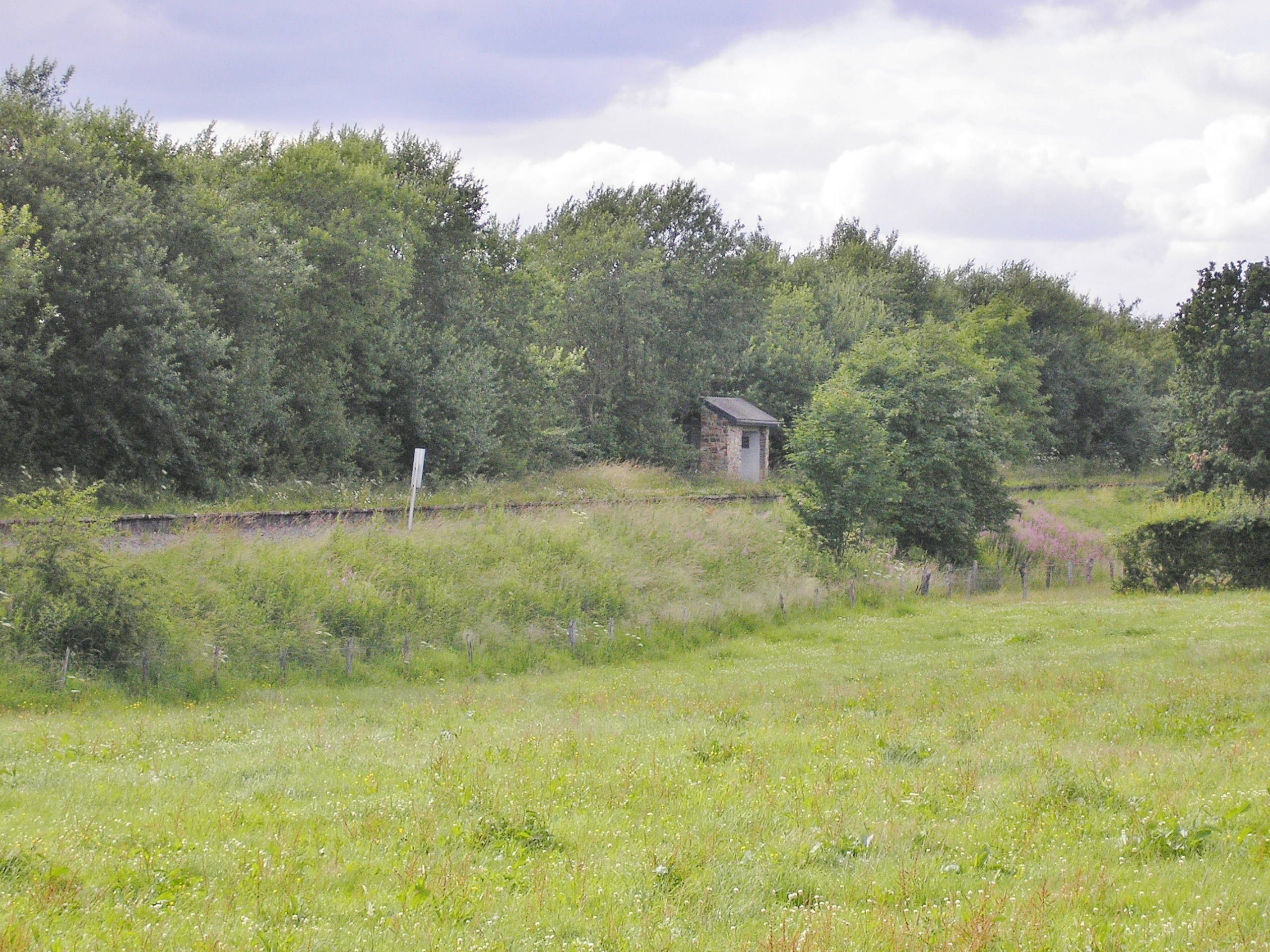
Halte Robertville in 2006 bij het gehucht Noirthier

Station Robertville is een voormalig spoorwegstation langs de Belgische spoorlijn 48 (Vennbahn) bij het gehucht Noirthier in de deelgemeente Robertville van de gemeente Weismes. Van 1991 tot 2001 werd de lijn toeristisch geëxploiteerd door de vzw. Vennbahn. Via een veldweg Chemin des Tèrmas naar het westen kwam je op de Rue Centrale van Robertville. Langs de woonkern Outrewarche leidde een bredere weg in het zuiden naar het dorp en het meer van Robertville.
0,0: Stolberg (Rheinl) Hbf ·
1,1: Stolberg-Schneidmühle ·
2,5: Stolberg Mühlener Bahnhof ·
3,2: Stolberg-Rathaus ·
3,7: Stolberg Altstadt ·
3,8: Stolberg Hammer ·
8,9: Breinig ·
11,7: Hahn ·
13,2: Walheim ·
14,6: Schmithof ·
0,7: Raeren ·
11,7: Roetgen ·
18,2: Roetgen-Süd ·
20,6: Lammersdorf ·
24,2: Konzen ·
28,8: Monschau ·
35,8: Kalterherberg ·
42,8: Sourbrodt ·
Robertville ·
48,1: Nidrum ·
50,1: Weywertz ·
52,8: Faymonville ·
55,3: Waimes ·
58,2: Ondenval ·
62,0: Montenau ·
65,5: Born ·
72,4: Sankt Vith